# InCulto
InCulto este o trupă lituaniană de ska și funk, ea este formată din Jurgis Didžiulis, Aurelijus Morlencas, Sergej Makidon, Jievaras Jasinskis și Laurynas Lapė.

## Discografie

### Albume
- PostSovPop (2004)
- Marijos Žemės Superhitai (2007)

### Single-uri
- "Jei labai nori (cu Linas Karalius) (2004)
- "Suk, suk ratelį" (2004)
- "Boogaloo" (2005)
- "Welcome To Lithuania" (Bun venit în Lituania) (2006)
- "Reikia bandyt" (feat. Erica Jennings) (2007)
- "Pasiilgau namų" (feat. Andrius Rimiškis) (2007)
- "East European Funk" (2010)